# Phallotorynus fasciolatus
Phallotorynus fasciolatus es una especie de peces de la familia de los pecílidos en el orden de los ciprinodontiformes.

## Morfología
Los machos pueden alcanzar los 2,5 cm de longitud total y las hembras los 3,5 cm.

## Distribución geográfica
Se encuentran en Sudamérica: Brasil.